# 양곤 유나이티드 FC
양곤 유나이티드 FC는 미얀마의 양곤을 연고지로 하는 축구 클럽이다. 2009년 조직된 미얀마 내셔널리그의 원년 구단이다. 야다나본 FC와 라이벌 구도를 이루고 있다.
2011년 첫 리그 우승을 거둠과 동시에 2012 AFC컵 출전권을 획득하며 첫 대륙 대회 진출을 이루었다. 이후 2012 시즌, 2013 시즌 모두 리그에서 우승을 차지하며 리그 3연패를 거두었다. 2016년엔 구단 역사상 처음으로 AFC 챔피언스리그 플레이오프에 참가하였다.

## 선수 명단

### 현역
- 데이빗 흐탄(2009 ~ 2018, 2022 ~ )
- 사트 나잉 산(2017 ~ )
- 기드온 테테
- 엠마누엘 사나고
- 귀로 야야

## 역대 감독
| 감독              | 임기   |
| ----------------- | ------ |
| 프랑크 베른하르트 | 2024 ~ |